# Ghiacciaio McCann
Il ghiacciaio McCann è un ghiacciaio situato sulla costa di Pennell, nella regione nord-occidentale della Dipendenza di Ross, in Antartide. In particolare, il ghiacciaio, il cui punto più alto si trova a circa 2000 m s.l.m., ha origine dal versante orientale del monte Stirling, nei monti Bowers, e fluisce verso est scorrendo tra il monte Fraed e il monte Raospinner, a nord, e il monte Marnkinsenis, a sud, fino a unire il proprio flusso a quello del ghiacciaio Lillie.

## Storia
Il ghiacciaio McCann è stato mappato per la prima volta dallo United States Geological Survey grazie a fotografie aeree scattate dalla marina militare statunitense (USN) nel periodo 1960-64, e così battezzato da comitato consultivo dei nomi antartici in onore di J. M. McCann, membro del reparto invernale di stanza alla Stazione McMurdo nel 1962 il quale prese parte anche a diverse azioni di supporto nel periodo 1963-65.